# Jerzy Podiebradowicz
Jerzy Podiebradowicz (cz.  Jiří z Minstrberka lub Jiří z Poděbrad, niem. Georg I. von Münsterberg-Oels lub Georg I. von Podiebrad, ur. 2 października 1470 na zamku Litice, zm. 10 listopada 1502 w Oleśnicy) – hrabia kłodzki w latach 1498–1501, książę ziębicki i oleśnicki od 1498 roku z dynastii Podiebradów.

## Życiorys

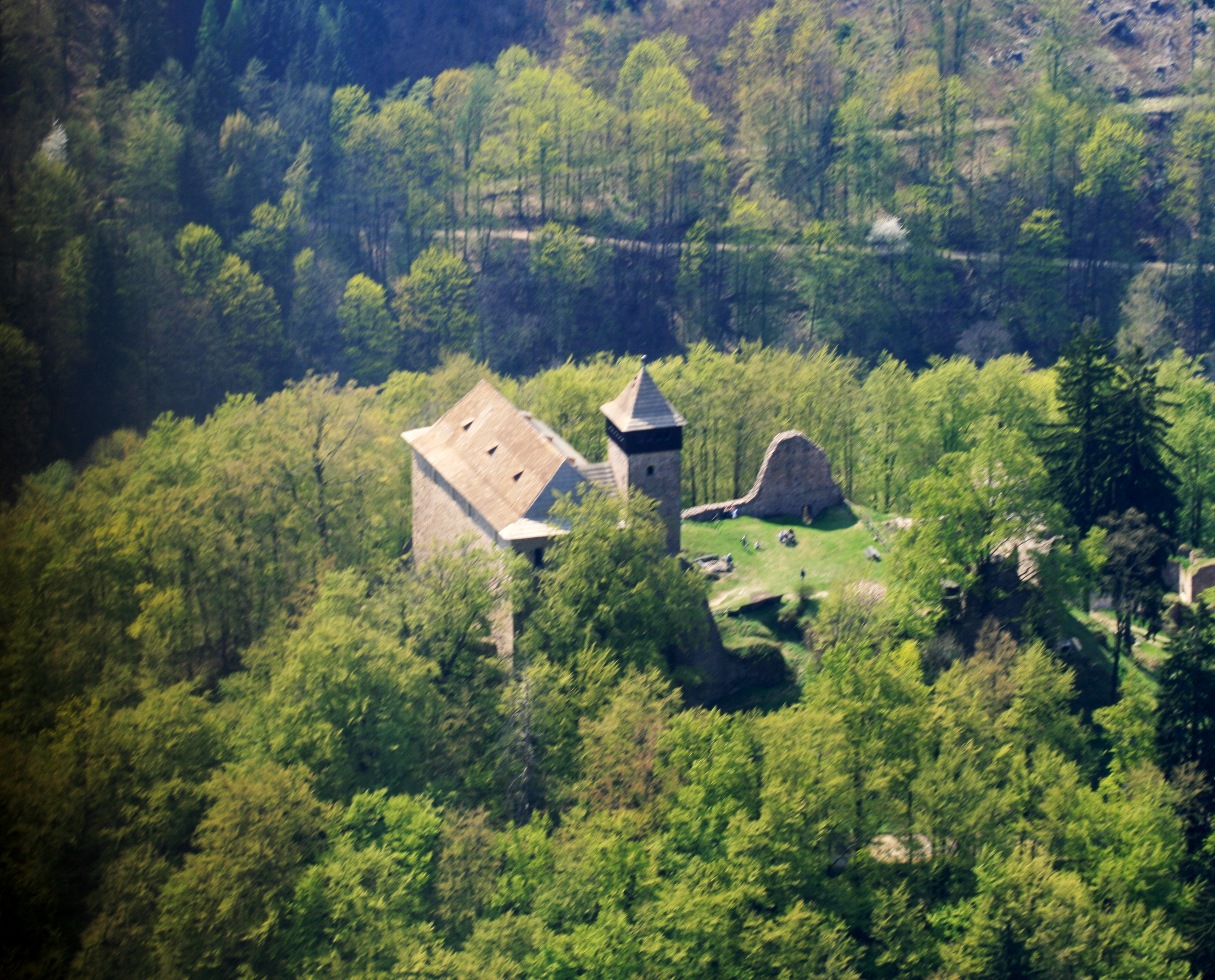
Zamek Litice, miejsce urodzenia Jerzego

### Rodzina i pochodzenie
Jerzy urodził się w 1470 roku na zamku Litice, jako drugi syn Henryka Starszego z Podiebradów i jego żony Urszuli Brandenburskiej, córki elektora Brandenburgii, Albrechta III Achillesa. 7 stycznia 1488 roku w Głogowie podobnie jak jego starszy brat, Albrecht, poślubił jedną z córek Jana II Szalonego, księcia żagańskiego, Jadwigę (1477–1524), z którą nie doczekał się potomstwa.

### Panowanie

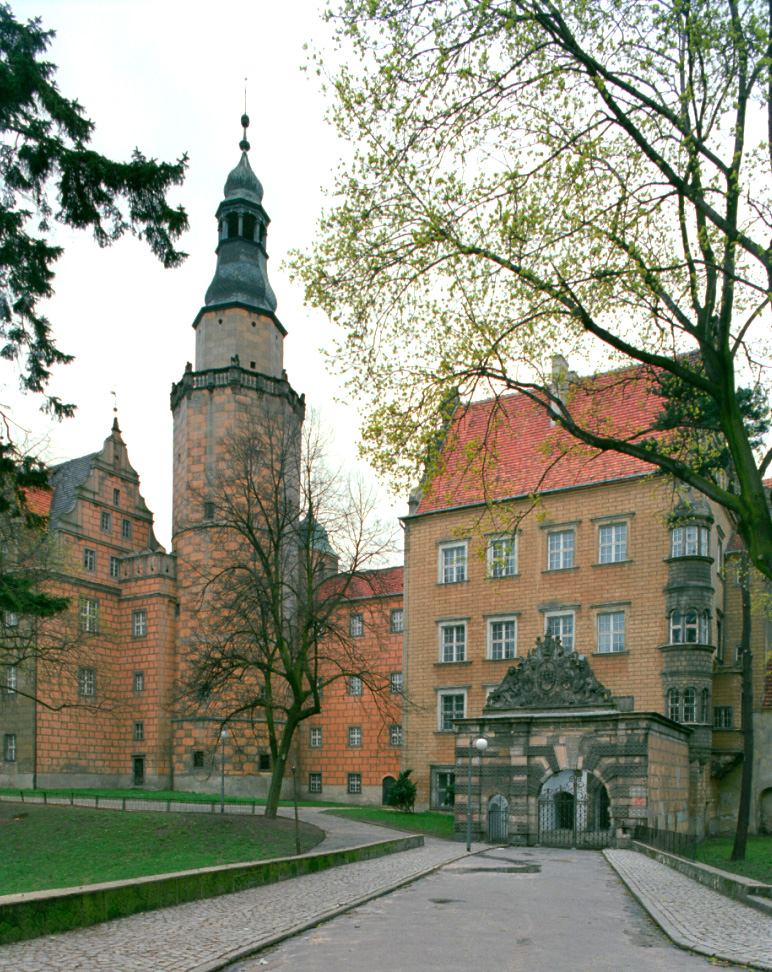
Zamek w Oleśnicy, główna siedziba Jerzego Podiebradowicza

Po śmierci swojego ojca w 1498 roku razem z braćmi Albrechtem i Karolem, objął władzę w księstwach: ziębickim, oleśnickim oraz hrabstwie kłodzkim. Przy czym każdy z nich urzędował w innej części tego władztwa – Albrecht w Kłodzku, Karol w Ziębicach (do czasu wybudowania nowego zamku w Ząbkowicach Śląskich), a Jerzy w Oleśnicy. W tym samym roku sprowadzili oni do Lądka-Zdroju, Conrada von Bergka z Wiednia, który dokonał naukowych badań miejscowej wody i uznał ją za leczniczą. W efekcie tego bracia założyli w tej miejscowości pierwszy zakład kąpielowy Jerzy, nazwany tak na jego cześć. W tym samym czasie razem z braćmi wspierał swojego teścia w łupieniu klasztoru w Lubiążu. W 1499 r. Jerzy nadał Oleśnicy, a następnie Bierutowowi przywilej warzenia i sprzedaży piwa po wsiach.
5 maja 1501 roku ze względu na kłopoty finansowe, po porozumieniu się z braćmi za 60 tysięcy talarów sprzedał hrabstwo kłodzkie swojemu przyszłemu szwagrowi, Ulrykowi von Hardeckowi, zachowując jednocześnie dożywotnio tytuł hrabiego kłodzkiego dla siebie i wszystkich swoich potomków w męskiej linii. W tym samym roku Jerzy razem z braćmi zapisali w dożywocie Wołów wraz z ziemiami, teściowi Karola Janowi II, który utracił w 1488 roku księstwo głogowskie.
Jerzy zmarł w 1502 roku w Oleśnicy, a jego następcami zostali jego bracia i dotychczasowi współrządcy, Albrecht i Karol.